# Кодекс Гейза

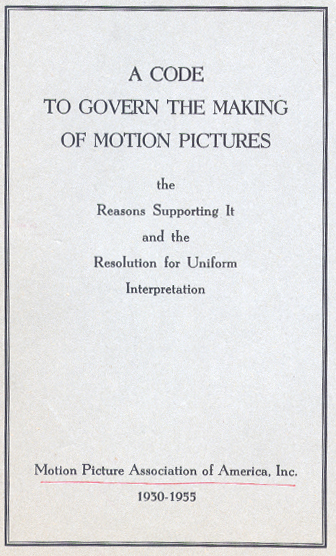
Обкладинка кодексу

Кіновиробничий кодекс — серія моральних цензурних директив, які регулювали кіновиробництво більшості американських кінокартин, що випускалися великими студіями з 1930 по 1968 рік. Також відомий як Кодекс Гейза, за ім'ям головного цензора Голлівуду того часу, політика-республіканця Віла Гейза. Кодекс був ухвалений п'ятьма основними голлівудськими студіями як засіб самообмеження. Американська асоціація кінокомпаній (MPAA) ухвалила кодекс у 1930 році, застосовуватись він почав з 1 липня 1934 року, а відмовилися від нього в 1968 році, на користь Системи рейтингів Американської кіноасоціації. Кодекс мав більше морально-етичний, аніж правовий характер, але дотримувалися його приписів до 1967 року дуже скрупульозно. 
Кіновиробничий кодекс прописував, що прийнятно і що неприйнятно в кінофільмах для громадської аудиторії в Сполучених Штатах.
Кодекс Гейза регулював моральні норми щодо сказаного і показаного у фільмах. Кодекс обмежував види ролей, які могли грати жінки, таким чином створюючи ідеалізовану версію жінки, яка на перший час навіть поширилась по світу.

## Принципи
Виробники фільмів були зобов'язані дотримуватися трьох основних принципів:
- Картини, що підривають моральні підвалини глядачів, неприпустимі. Отже, не можна зображувати злочину, злодіяння, пороки та гріхопадіння таким чином, щоб вони викликали симпатію у глядацькій аудиторії.
- Слід представляти морально правильні моделі життя.
- Не можна знущатися з закону, писаним або неписаним. Неприпустимо схиляти симпатії глядачів на бік злочинців і грішників.

## Приклади
- Заборонялося знущання з релігії. Священник на екрані не міг бути лиходієм або комічним персонажем.
- Заборонялося зображати вживання наркотиків, а вживання алкоголю могло бути зображено тільки там, де цього вимагав сюжет.
- Заборонялося розкривати методи скоєння злочинів. Сцени вбивства мали бути зняті так, щоб не сприяти вчиненню подібних злочинів у реальному житті.
- Заборонявся показ оголеного тіла і провокаційних танців. «Сцени пристрасті» (тобто просто поцілунки та обійми) допускалися тільки в ключових сюжетних епізодах, їх тривалість і відвертість були обмежені.
- Шлюб і сімейне життя вважалися вищими цінностями; позашлюбні стосунки, нехай і доречні за сюжетом, мали бути представлені як негідна поведінка. При цьому зображення змішаних шлюбів (метисація) було під забороною.
- Заборонялися будь-які, навіть непрямі, посилання на гомосексуальність і венеричні захворювання. Показ людських статевих органів (навіть у вигляді силуету) також був під абсолютною забороною.
- Заборонявся широкий спектр «нецензурних» слів.
- Заборонявся показ білого рабства.
- Не вітався принцип «око за око».